# آدلاید سینکلیر
آدلاید سینکلیر OC OBE (انگلیسی: Adelaide Sinclair; ۱۶ ژانویهٔ ۱۹۰۰ – ۲۰ نوامبر ۱۹۸۲) یک خدمتکار عمومی اهل کانادا بود. او دومین رئیس هیئت اجرایی یونیسف از ۱۹۵۱ تا ۱۹۵۲ بود و از سال ۱۹۵۷ تا ۱۹۶۷، معاون مدیر اجرایی یونیسف و یکی از بالاترین زنان در سازمان ملل متحد بود.

## زندگی‌نامه
آدلاید سینکلیر در تورنتو، اونتاریو در ۱۶ ژانویه ۱۹۰۰ متولد شد، در سال ۱۹۲۲ در رشته اقتصاد از دانشگاه تورنتو فارغ‌التحصیل شد و در ۱۹۲۵ استاد هنر بود. او عضو Kappa Alpha Theta در دانشگاه تورنتو بود. او از سال ۱۹۲۶ تا ۱۹۲۹ در دانشگاه هومبولت برلین و در سال ۱۹۲۹ کار خود را در مدرسه اقتصاد لندن انجام داد. او در رشته اقتصاد و علوم سیاسی در دانشگاه تورنتو سخنرانی کرد.
در طول جنگ جهانی دوم، او مدیر و به‌طور موقتی فرمانده خدمات کشتی دریایی کانادایی زنان (خدمات نیروی دریایی سلطنتی زنان کانادا) بود.
او از ۱۹۴۶ تا ۱۹۵۷ دستیار اجرایی معاون وزیر بهداشت و رفاه ملی و نماینده کانادا برای یونیسف بود. از سال ۱۹۵۷ تا زمان بازنشستگی او در سال ۱۹۶۷، او معاون مدیر یونیسف بود. او در سال ۱۹۶۸ دکترای افتخاری از دانشگاه بریتیش کلمبیا دریافت کرد.